# Interlands Nederlands voetbalelftal 1930-1939
Deze pagina toont een chronologisch en gedetailleerd overzicht van de interlands die het Nederlands voetbalelftal heeft gespeeld in de periode 1930 – 1939.
In deze periode werden in totaal 51 interlands gespeeld waarvan er 20 gewonnen werden, 7 wedstrijden eindigde in gelijk spel en 14 keer werd er verloren. De meeste wedstrijden waren vriendschappelijke wedstrijden, maar er werd ook tweemaal gevoetbald om de wereldkampioenschappen door Nederland. Namelijk in 1934 in Italië en in 1938 in Frankrijk.

## Interlands

### 1930
|                                                                         |                       |       |                       |                                                                                      |
| 6 april Vriendschappelijk № 107 «onderlinge duels» 14:45 uur (UTC+0:20) | Nederland             | 1 – 1 | Italië                | Olympisch Stadion, Amsterdam Toeschouwers: 30.000 Scheidsrechter: Peco Bauwens (GER) |
| 6 april Vriendschappelijk № 107 «onderlinge duels» 14:45 uur (UTC+0:20) | Jan van den Broek 63' |       | 24' Adolfo Baloncieri | Olympisch Stadion, Amsterdam Toeschouwers: 30.000 Scheidsrechter: Peco Bauwens (GER) |

|                                                                       |                                     |       |                                       |                                                                                            |
| 4 mei Vriendschappelijk № 108 «onderlinge duels» 14:30 uur (UTC+0:20) | Nederland                           | 2 – 2 | België                                | Olympisch Stadion, Amsterdam Toeschouwers: 40.000 Scheidsrechter: Heinrich Retschury (AUT) |
| 4 mei Vriendschappelijk № 108 «onderlinge duels» 14:30 uur (UTC+0:20) | Dolf van Kol 14' (pen.) Wim Tap 64' |       | 17' Désiré Bastin 85' Ferdinand Adams | Olympisch Stadion, Amsterdam Toeschouwers: 40.000 Scheidsrechter: Heinrich Retschury (AUT) |

|                                                                     |                                                               |       |                       |                                                                                    |
| 18 mei Vriendschappelijk № 109 «onderlinge duels» 16:00 uur (UTC+1) | België                                                        | 3 – 1 | Nederland             | Olympisch Stadion, Antwerpen Toeschouwers: 32.000 Scheidsrechter: Paul Ruoff (SUI) |
| 18 mei Vriendschappelijk № 109 «onderlinge duels» 16:00 uur (UTC+1) | Bernard Voorhoof 56' Désiré Bastin 60' Harry Dénis 90' (e.d.) |       | 45' Jan van den Broek | Olympisch Stadion, Antwerpen Toeschouwers: 32.000 Scheidsrechter: Paul Ruoff (SUI) |

|                                                                     |                                                                       |       |                                           |                                                                             |
| 8 juni Vriendschappelijk № 110 «onderlinge duels» 17:30 uur (UTC+1) | Hongarije                                                             | 6 – 2 | Nederland                                 | Üllői Út, Boedapest Toeschouwers: 14.000 Scheidsrechter: Peco Bauwens (GER) |
| 8 juni Vriendschappelijk № 110 «onderlinge duels» 17:30 uur (UTC+1) | József Turay 15', 56' István Avar 40', 44', 69' (pen.) Géza Toldi 53' |       | 48' Evert van der Heijden 90' Gep Landaal | Üllői Út, Boedapest Toeschouwers: 14.000 Scheidsrechter: Peco Bauwens (GER) |

|                                                                         |                                                                                 |       |                                                       |                                                                              |
| 2 november Vriendschappelijk № 111 «onderlinge duels» 14:30 uur (UTC+1) | Zwitserland                                                                     | 6 – 3 | Nederland                                             | Letzigrund, Zürich Toeschouwers: 18.000 Scheidsrechter: Albino Carraro (ITA) |
| 2 november Vriendschappelijk № 111 «onderlinge duels» 14:30 uur (UTC+1) | André Abegglen 13', 42', 79' Willy Jäggi 22' Aldo Poretti 24' Tullio Grassi 67' |       | 2' Joop van Nellen 46' Henk Mulders 81' Wim Lagendaal | Letzigrund, Zürich Toeschouwers: 18.000 Scheidsrechter: Albino Carraro (ITA) |

### 1931
|                                                                          |                                         |       |                                       |                                                                                        |
| 29 maart Vriendschappelijk № 112 «onderlinge duels» 14:30 uur (UTC+0:20) | Nederland                               | 3 – 2 | België                                | Olympisch Stadion, Amsterdam Toeschouwers: 32.000 Scheidsrechter: Albino Carraro (ITA) |
| 29 maart Vriendschappelijk № 112 «onderlinge duels» 14:30 uur (UTC+0:20) | Wim Lagendaal 36', 65' Ok Formenoij 42' |       | 50' Louis Versyp 75' Bernard Voorhoof | Olympisch Stadion, Amsterdam Toeschouwers: 32.000 Scheidsrechter: Albino Carraro (ITA) |

|                                                                          |             |       |                    |                                                                                        |
| 26 april Vriendschappelijk № 113 «onderlinge duels» 14:30 uur (UTC+0:20) | Nederland   | 1 – 1 | Duitsland          | Olympisch Stadion, Amsterdam Toeschouwers: 32.000 Scheidsrechter: Axel Bergqvist (SWE) |
| 26 april Vriendschappelijk № 113 «onderlinge duels» 14:30 uur (UTC+0:20) | Wim Tap 22' |       | 49' Karl Schlösser | Olympisch Stadion, Amsterdam Toeschouwers: 32.000 Scheidsrechter: Axel Bergqvist (SWE) |

|                                                                    |                                                                      |       |                                      |                                                                                   |
| 3 mei Vriendschappelijk № 114 «onderlinge duels» 15:30 uur (UTC+1) | België                                                               | 4 – 2 | Nederland                            | Bosuilstadion, Antwerpen Toeschouwers: 45.000 Scheidsrechter: Sophus Hansen (DEN) |
| 3 mei Vriendschappelijk № 114 «onderlinge duels» 15:30 uur (UTC+1) | Bernard Voorhoof 51', 59' Stanley Van den Eynde 62' Louis Versyp 71' |       | 19' (pen.) Dolf van Kol 84' Law Adam | Bosuilstadion, Antwerpen Toeschouwers: 45.000 Scheidsrechter: Sophus Hansen (DEN) |

|                                                                      |            |                        |           |                                                                                          |
| 14 juni Vriendschappelijk № 115 «onderlinge duels» 13:30 uur (UTC+1) | Denemarken | 0 – 2                  | Nederland | Københavns Idrætspark, Kopenhagen Toeschouwers: 20.000 Scheidsrechter: Carl Olsson (SWE) |
| 14 juni Vriendschappelijk № 115 «onderlinge duels» 13:30 uur (UTC+1) |            | 57', 61' Wim Lagendaal |           | Københavns Idrætspark, Kopenhagen Toeschouwers: 20.000 Scheidsrechter: Carl Olsson (SWE) |

|                                                                        |                                           |       |                                          |                                                                                                |
| 29 november Vriendschappelijk № 116 «onderlinge duels» 14:15 uur (UTC) | Frankrijk                                 | 3 – 4 | Nederland                                | Stade olympique Yves-du-Manoir, Colombes Toeschouwers: 25.000 Scheidsrechter: Paul Ruoff (SUI) |
| 29 november Vriendschappelijk № 116 «onderlinge duels» 14:15 uur (UTC) | Robert Mercier 7' Émile Veinante 53', 68' |       | 12', 22', 23' Wim Lagendaal 24' Jaap Mol | Stade olympique Yves-du-Manoir, Colombes Toeschouwers: 25.000 Scheidsrechter: Paul Ruoff (SUI) |

### 1932
|                                                                     |                  |       |                                  |                                                                                     |
| 20 maart Vriendschappelijk № 117 «onderlinge duels» 15:00 uur (UTC) | België           | 1 – 4 | Nederland                        | Bosuilstadion, Antwerpen Toeschouwers: 40.000 Scheidsrechter: William Musther (ENG) |
| 20 maart Vriendschappelijk № 117 «onderlinge duels» 15:00 uur (UTC) | Désiré Bastin 9' |       | 11', 31', 46', 61' Wim Lagendaal | Bosuilstadion, Antwerpen Toeschouwers: 40.000 Scheidsrechter: William Musther (ENG) |

|                                                                          |                   |       |                  |                                                                                    |
| 17 april Vriendschappelijk № 118 «onderlinge duels» 14:30 uur (UTC+0:20) | Nederland         | 2 – 1 | België           | Olympisch Stadion, Amsterdam Toeschouwers: 33.000 Scheidsrechter: Paul Ruoff (SUI) |
| 17 april Vriendschappelijk № 118 «onderlinge duels» 14:30 uur (UTC+0:20) | Law Adam 10', 78' |       | 66' Jean Capelle | Olympisch Stadion, Amsterdam Toeschouwers: 33.000 Scheidsrechter: Paul Ruoff (SUI) |

|                                                                       |           |                                  |                 |                                                                                       |
| 8 mei Vriendschappelijk № 119 «onderlinge duels» 14:30 uur (UTC+0:20) | Nederland | 0 – 2                            | Ierse Vrijstaat | Olympisch Stadion, Amsterdam Toeschouwers: 30.000 Scheidsrechter: John Langenus (BEL) |
| 8 mei Vriendschappelijk № 119 «onderlinge duels» 14:30 uur (UTC+0:20) |           | 20' Joe O'Reilly 48' Paddy Moore |                 | Olympisch Stadion, Amsterdam Toeschouwers: 30.000 Scheidsrechter: John Langenus (BEL) |

|                                                                        |                  |       |                                     |                                                                                      |
| 29 mei Vriendschappelijk № 120 «onderlinge duels» 14:30 uur (UTC+0:20) | Nederland        | 1 – 2 | Tsjecho-Slowakije                   | Olympisch Stadion, Amsterdam Toeschouwers: 32.000 Scheidsrechter: Peco Bauwens (GER) |
| 29 mei Vriendschappelijk № 120 «onderlinge duels» 14:30 uur (UTC+0:20) | Otto Bonsema 17' |       | 24' Josef Silný 66' Oldřich Nejedlý | Olympisch Stadion, Amsterdam Toeschouwers: 32.000 Scheidsrechter: Peco Bauwens (GER) |

|                                                                         |           |                   |           |                                                                                 |
| 4 december Vriendschappelijk № 121 «onderlinge duels» 14:00 uur (UTC+1) | Duitsland | 0 – 2             | Nederland | Rheinstadion, Düsseldorf Toeschouwers: 49.000 Scheidsrechter: Otto Olsson (SWE) |
| 4 december Vriendschappelijk № 121 «onderlinge duels» 14:00 uur (UTC+1) |           | 34', 39' Law Adam |           | Rheinstadion, Düsseldorf Toeschouwers: 49.000 Scheidsrechter: Otto Olsson (SWE) |

### 1933
|                                                                            |           |                                     |             |                                                                                      |
| 22 januari Vriendschappelijk № 122 «onderlinge duels» 14:00 uur (UTC+0:20) | Nederland | 0 – 2                               | Zwitserland | Olympisch Stadion, Amsterdam Toeschouwers: 28.000 Scheidsrechter: Stanley Rous (ENG) |
| 22 januari Vriendschappelijk № 122 «onderlinge duels» 14:00 uur (UTC+0:20) |           | 15' Willy von Känel 64' Willy Jäggi |             | Olympisch Stadion, Amsterdam Toeschouwers: 28.000 Scheidsrechter: Stanley Rous (ENG) |

|                                                                         |                       |       |                                |                                                                                       |
| 5 maart Vriendschappelijk № 123 «onderlinge duels» 14:30 uur (UTC+0:20) | Nederland             | 1 – 2 | Hongarije                      | Olympisch Stadion, Amsterdam Toeschouwers: 30.000 Scheidsrechter: John Langenus (BEL) |
| 5 maart Vriendschappelijk № 123 «onderlinge duels» 14:30 uur (UTC+0:20) | Jan van den Broek 24' |       | 37' Béla Bihámy 73' Pál Teleky | Olympisch Stadion, Amsterdam Toeschouwers: 30.000 Scheidsrechter: John Langenus (BEL) |

|                                                                      |                 |       |                                           |                                                                              |
| 9 april Vriendschappelijk № 124 «onderlinge duels» 15:00 uur (UTC+1) | Nederland       | 1 – 3 | Nederland                                 | Bosuilstadion, Antwerpen Toeschouwers: 45.000 Scheidsrechter: Tom Crew (ENG) |
| 9 april Vriendschappelijk № 124 «onderlinge duels» 15:00 uur (UTC+1) | André Saeys 62' |       | 15', 44' Otto Bonsema 51' Joop van Nellen | Bosuilstadion, Antwerpen Toeschouwers: 45.000 Scheidsrechter: Tom Crew (ENG) |

|                                                                       |              |       |                                         |                                                                                     |
| 7 mei Vriendschappelijk № 125 «onderlinge duels» 14:30 uur (UTC+0:20) | Nederland    | 1 – 2 | België                                  | Olympisch Stadion, Amsterdam Toeschouwers: 30.000 Scheidsrechter: Otto Olsson (SWE) |
| 7 mei Vriendschappelijk № 125 «onderlinge duels» 14:30 uur (UTC+0:20) | Law Adam 65' |       | 10' Joseph Desmedt 80' Bernard Voorhoof | Olympisch Stadion, Amsterdam Toeschouwers: 30.000 Scheidsrechter: Otto Olsson (SWE) |

|                                                                             |           |                 |            |                                                                                  |
| 10 december Vriendschappelijk № 126 «onderlinge duels» 14:00 uur (UTC+1:20) | Nederland | 0 – 1           | Oostenrijk | Olympisch Stadion, Amsterdam Toeschouwers: 34.000 Scheidsrechter: Reg Rudd (ENG) |
| 10 december Vriendschappelijk № 126 «onderlinge duels» 14:00 uur (UTC+1:20) |           | 48' Josef Bican |            | Olympisch Stadion, Amsterdam Toeschouwers: 34.000 Scheidsrechter: Reg Rudd (ENG) |

### 1934
|                                                                          |                                                                             |       |                                                        |                                                                                      |
| 11 maart Vriendschappelijk № 127 «onderlinge duels» 14:30 uur (UTC+0:20) | Nederland                                                                   | 9 – 3 | België                                                 | Olympisch Stadion, Amsterdam Toeschouwers: 32.000 Scheidsrechter: Peco Bauwens (GER) |
| 11 maart Vriendschappelijk № 127 «onderlinge duels» 14:30 uur (UTC+0:20) | Beb Bakhuijs 14', 68' Kick Smit 18', 35' Leen Vente 30', 64', 67', 70', 83' |       | 1' Bernard Voorhoof 56' Jean Brichaut 74' Louis Versyp | Olympisch Stadion, Amsterdam Toeschouwers: 32.000 Scheidsrechter: Peco Bauwens (GER) |

|                                                                            |                                                         |       |                                    |                                                                                     |
| 8 april WK 1934 kwalificatie № 128 «onderlinge duels» 14:30 uur (UTC+0:20) | Nederland                                               | 5 – 2 | Ierse Vrijstaat                    | Olympisch Stadion, Amsterdam Toeschouwers: 38.000 Scheidsrechter: Otto Olsson (SWE) |
| 8 april WK 1934 kwalificatie № 128 «onderlinge duels» 14:30 uur (UTC+0:20) | Kick Smit 41', 85' Beb Bakhuijs 67', 78' Leen Vente 83' |       | 44' Johnny Squires 57' Paddy Moore | Olympisch Stadion, Amsterdam Toeschouwers: 38.000 Scheidsrechter: Otto Olsson (SWE) |

|                                                                          |                                              |       |                                                    |                                                                                  |
| 29 april WK 1934 kwalificatie № 129 «onderlinge duels» 15:00 uur (UTC+1) | België                                       | 2 – 4 | Nederland                                          | Bosuilstadion, Antwerpen Toeschouwers: 33.000 Scheidsrechter: Stanley Rous (ENG) |
| 29 april WK 1934 kwalificatie № 129 «onderlinge duels» 15:00 uur (UTC+1) | Laurent Grimmonprez 51' Bernard Voorhoof 71' |       | 60' Kick Smit 62', 84' Beb Bakhuijs 64' Leen Vente | Bosuilstadion, Antwerpen Toeschouwers: 33.000 Scheidsrechter: Stanley Rous (ENG) |

|                                                                        |                                                  |       |                                                                |                                                                                          |
| 10 mei Vriendschappelijk № 130 «onderlinge duels» 14:30 uur (UTC+0:20) | Nederland                                        | 4 – 5 | Frankrijk                                                      | Olympisch Stadion, Amsterdam Toeschouwers: 35.000 Scheidsrechter: Rodolphe Wittwer (SUI) |
| 10 mei Vriendschappelijk № 130 «onderlinge duels» 14:30 uur (UTC+0:20) | Leen Vente 4' Beb Bakhuijs 7', 12' Kick Smit 32' |       | 13' Fritz Keller 21', 25', 76' Jean Nicolas 39' Joseph Alcazar | Olympisch Stadion, Amsterdam Toeschouwers: 35.000 Scheidsrechter: Rodolphe Wittwer (SUI) |

| Wereldkampioenschap voetbal 1934 |
| -------------------------------- |

|                                                                          |                                              |       |                              |                                                                                |
| 27 mei WK 1934 Achtste finale № 131 «onderlinge duels» 16:00 uur (UTC+1) | Zwitserland                                  | 3 – 2 | Nederland                    | Stadio San Siro, Milaan Toeschouwers: 33.000 Scheidsrechter: Ivan Eklind (ZWE) |
| 27 mei WK 1934 Achtste finale № 131 «onderlinge duels» 16:00 uur (UTC+1) | Leopold Kielholz 10', 36' André Abegglen 57' |       | 23' Kick Smit 80' Leen Vente | Stadio San Siro, Milaan Toeschouwers: 33.000 Scheidsrechter: Ivan Eklind (ZWE) |

|  |  |  |  |  |  |  |  |  |

|                                                                         |                                            |       |                                                        |                                                                                  |
| 4 november Vriendschappelijk № 132 «onderlinge duels» 14:30 uur (UTC+1) | Zwitserland                                | 2 – 4 | Nederland                                              | Stadion Neufeld, Bern Toeschouwers: 21.000 Scheidsrechter: Lucien Leclercq (FRA) |
| 4 november Vriendschappelijk № 132 «onderlinge duels» 14:30 uur (UTC+1) | Jacques Spagnoli 5' Willy Jäggi 68' (pen.) |       | 6' Kick Smit 21', 44' Beb Bakhuijs 38' Koos van Gelder | Stadion Neufeld, Bern Toeschouwers: 21.000 Scheidsrechter: Lucien Leclercq (FRA) |

### 1935
|                                                                             |                                |       |                                                          |                                                                                     |
| 17 februari Vriendschappelijk № 133 «onderlinge duels» 14:30 uur (UTC+0:20) | Nederland                      | 2 – 3 | Duitsland                                                | Olympisch Stadion, Amsterdam Toeschouwers: 38.000 Scheidsrechter: Carl Olsson (SWE) |
| 17 februari Vriendschappelijk № 133 «onderlinge duels» 14:30 uur (UTC+0:20) | Beb Bakhuijs 50' Kick Smit 22' |       | 2' Edmund Conen 9' Stanislaus Kobierski 83' Karl Hohmann | Olympisch Stadion, Amsterdam Toeschouwers: 38.000 Scheidsrechter: Carl Olsson (SWE) |

|                                                                          |                                                          |       |                                        |                                                                                     |
| 31 maart Vriendschappelijk № 134 «onderlinge duels» 14:30 uur (UTC+0:20) | Nederland                                                | 4 – 2 | België                                 | Olympisch Stadion, Amsterdam Toeschouwers: 33.000 Scheidsrechter: Albert Fogg (ENG) |
| 31 maart Vriendschappelijk № 134 «onderlinge duels» 14:30 uur (UTC+0:20) | Wim Lagendaal 37' Beb Bakhuijs 75' Beb Bakhuijs 80', 85' |       | 16' Jos Van Beeck 27' Bernard Voorhoof | Olympisch Stadion, Amsterdam Toeschouwers: 33.000 Scheidsrechter: Albert Fogg (ENG) |

|                                                                     |        |                               |           |                                                                              |
| 12 mei Vriendschappelijk № 135 «onderlinge duels» 15:00 uur (UTC+1) | België | 0 – 2                         | Nederland | Jubelstadion, Brussel Toeschouwers: 50.000 Scheidsrechter: Albert Fogg (ENG) |
| 12 mei Vriendschappelijk № 135 «onderlinge duels» 15:00 uur (UTC+1) |        | 6' Kick Smit 57' Beb Bakhuijs |           | Jubelstadion, Brussel Toeschouwers: 50.000 Scheidsrechter: Albert Fogg (ENG) |

|                                                                        |           |                  |          |                                                                                      |
| 18 mei Vriendschappelijk № 136 «onderlinge duels» 18:00 uur (UTC+1:20) | Nederland | 0 – 1            | Engeland | Olympisch Stadion, Amsterdam Toeschouwers: 33.000 Scheidsrechter: Peco Bauwens (GER) |
| 18 mei Vriendschappelijk № 136 «onderlinge duels» 18:00 uur (UTC+1:20) |           | 51' Fred Worrall |          | Olympisch Stadion, Amsterdam Toeschouwers: 33.000 Scheidsrechter: Peco Bauwens (GER) |

|                                                                            |                                               |       |            |                                                                                      |
| 3 november Vriendschappelijk № 137 «onderlinge duels» 14:00 uur (UTC+1:20) | Nederland                                     | 3 – 0 | Denemarken | Olympisch Stadion, Amsterdam Toeschouwers: 40.000 Scheidsrechter: Jimmy Jewell (ENG) |
| 3 november Vriendschappelijk № 137 «onderlinge duels» 14:00 uur (UTC+1:20) | Kick Smit 13' Beb Bakhuijs 62' Frank Wels 66' |       |            | Olympisch Stadion, Amsterdam Toeschouwers: 40.000 Scheidsrechter: Jimmy Jewell (ENG) |

|                                                                       |                                        |       |                                                                       |                                                                                |
| 8 december Vriendschappelijk № 138 «onderlinge duels» 14:30 uur (UTC) | Ierse Vrijstaat                        | 3 – 5 | Nederland                                                             | Dalymount Park, Dublin Toeschouwers: 35.000 Scheidsrechter: Peco Bauwens (GER) |
| 8 december Vriendschappelijk № 138 «onderlinge duels» 14:30 uur (UTC) | Plev Ellis 13' Fred Horlacher 32', 35' |       | 1' Beb Bakhuijs 14', 47' Joop van Nellen 67' David Drok 87' Kick Smit | Dalymount Park, Dublin Toeschouwers: 35.000 Scheidsrechter: Peco Bauwens (GER) |

### 1936
|                                                                       |                    |       |                                                                            |                                                                              |
| 12 januari Vriendschappelijk № 139 «onderlinge duels» 14:15 uur (UTC) | Frankrijk          | 1 – 6 | Nederland                                                                  | Parc des Princes, Parijs Toeschouwers: 30.000 Scheidsrechter: Reg Rudd (ENG) |
| 12 januari Vriendschappelijk № 139 «onderlinge duels» 14:15 uur (UTC) | Roger Courtois 64' |       | 4', 50', 61' Beb Bakhuijs 34' Frank Wels 84' Daaf Drok 86' Joop van Nellen | Parc des Princes, Parijs Toeschouwers: 30.000 Scheidsrechter: Reg Rudd (ENG) |

|                                                                          |                                                                                               |       |        |                                                                                        |
| 29 maart Vriendschappelijk № 140 «onderlinge duels» 14:30 uur (UTC+0:20) | Nederland                                                                                     | 8 – 0 | België | Olympisch Stadion, Amsterdam Toeschouwers: 32.000 Scheidsrechter: William Harper (ENG) |
| 29 maart Vriendschappelijk № 140 «onderlinge duels» 14:30 uur (UTC+0:20) | Daaf Drok 1' Kick Smit 25' Beb Bakhuijs 27', 38', 85' Joop van Nellen 74', 88' Frank Wels 80' |       |        | Olympisch Stadion, Amsterdam Toeschouwers: 32.000 Scheidsrechter: William Harper (ENG) |

|                                                                    |                    |       |              |                                                                               |
| 3 mei Vriendschappelijk № 141 «onderlinge duels» 15:30 uur (UTC+1) | België             | 1 – 1 | Nederland    | Jubelstadion, Brussel Toeschouwers: 55.000 Scheidsrechter: Jimmy Jewell (ENG) |
| 3 mei Vriendschappelijk № 141 «onderlinge duels» 15:30 uur (UTC+1) | Raymond Braine 89' |       | 25' Bakhuijs | Jubelstadion, Brussel Toeschouwers: 55.000 Scheidsrechter: Jimmy Jewell (ENG) |

|                                                                            |                                                    |       |                                         |                                                                                       |
| 1 november Vriendschappelijk № 142 «onderlinge duels» 14:30 uur (UTC+0:20) | Nederland                                          | 3 – 3 | Noorwegen                               | Olympisch Stadion, Amsterdam Toeschouwers: 30.000 Scheidsrechter: Alfred Birlem (GER) |
| 1 november Vriendschappelijk № 142 «onderlinge duels» 14:30 uur (UTC+0:20) | Beb Bakhuijs 46' Kick Smit 42' Charles de Bock 88' |       | 32' Alf Martinsen 72', 79' Arne Brustad | Olympisch Stadion, Amsterdam Toeschouwers: 30.000 Scheidsrechter: Alfred Birlem (GER) |

### 1937
|                                                                         |                       |       |                              |                                                                                    |
| 31 januari Vriendschappelijk № 143 «onderlinge duels» 14:00 uur (UTC+1) | Duitsland             | 2 – 2 | Nederland                    | Rheinstadion, Düsseldorf Toeschouwers: 60.000 Scheidsrechter: Lucien Leclerq (FRA) |
| 31 januari Vriendschappelijk № 143 «onderlinge duels» 14:00 uur (UTC+1) | Ernst Lehner 25', 75' |       | 40', 89' Henk van Spaandonck | Rheinstadion, Düsseldorf Toeschouwers: 60.000 Scheidsrechter: Lucien Leclerq (FRA) |

|                                                                         |                                       |       |                  |                                                                                     |
| 7 maart Vriendschappelijk № 144 «onderlinge duels» 14:30 uur (UTC+0:@0) | Nederland                             | 2 – 1 | Zwitserland      | Olympisch Stadion, Amsterdam Toeschouwers: 30.000 Scheidsrechter: Louis Baert (BEL) |
| 7 maart Vriendschappelijk № 144 «onderlinge duels» 14:30 uur (UTC+0:@0) | Beb Bakhuijs 21' Manus Vrauwdeunt 70' |       | 87' Max Abegglen | Olympisch Stadion, Amsterdam Toeschouwers: 30.000 Scheidsrechter: Louis Baert (BEL) |

|                                                                      |                    |       |                               |                                                                              |
| 4 april Vriendschappelijk № 145 «onderlinge duels» 15:00 uur (UTC+1) | België             | 2 – 1 | Nederland                     | Bosuilstadion, Antwerpen Toeschouwers: 47.883 Scheidsrechter: Bert Mee (ENG) |
| 4 april Vriendschappelijk № 145 «onderlinge duels» 15:00 uur (UTC+1) | Arthur Ceuleers 1' |       | 40' Frank Wels 75' Jan Fievez | Bosuilstadion, Antwerpen Toeschouwers: 47.883 Scheidsrechter: Bert Mee (ENG) |

|                                                                       |                |       |        |                                                                              |
| 2 mei Vriendschappelijk № 146 «onderlinge duels» 14:30 uur (UTC+0:20) | Nederland      | 1 – 0 | België | De Kuip, Rotterdam Toeschouwers: 60.000 Scheidsrechter: Charlie Argent (ENG) |
| 2 mei Vriendschappelijk № 146 «onderlinge duels» 14:30 uur (UTC+0:20) | Leen Vente 24' |       |        | De Kuip, Rotterdam Toeschouwers: 60.000 Scheidsrechter: Charlie Argent (ENG) |

|                                                                            |                    |       |                                                          |                                                                                       |
| 31 oktober Vriendschappelijk № 147 «onderlinge duels» 14:30 uur (UTC+0:20) | Nederland          | 2 – 3 | Frankrijk                                                | Olympisch Stadion, Amsterdam Toeschouwers: 44.000 Scheidsrechter: Jim Wiltshire (ENG) |
| 31 oktober Vriendschappelijk № 147 «onderlinge duels» 14:30 uur (UTC+0:20) | Kick Smit 56', 87' |       | 23' Jean Nicolas 48' Marcel Langiller 73' Roger Courtois | Olympisch Stadion, Amsterdam Toeschouwers: 44.000 Scheidsrechter: Jim Wiltshire (ENG) |

|                                                                                |                                          |       |           |                                                                                |
| 28 november WK 1938 kwalificatie № 148 «onderlinge duels» 14:00 uur (UTC+0:20) | Nederland                                | 4 – 0 | Luxemburg | De Kuip, Rotterdam Toeschouwers: 40.000 Scheidsrechter: Karl Weingärtner (GER) |
| 28 november WK 1938 kwalificatie № 148 «onderlinge duels» 14:00 uur (UTC+0:20) | Kick Smit 29' Piet de Boer 68', 78', 82' |       |           | De Kuip, Rotterdam Toeschouwers: 40.000 Scheidsrechter: Karl Weingärtner (GER) |

### 1938
|                                                                             |                                                                                    |       |                                         |                                                                              |
| 27 februari Vriendschappelijk № 149 «onderlinge duels» 14:30 uur (UTC+0:20) | Nederland                                                                          | 7 – 2 | België                                  | De Kuip, Rotterdam Toeschouwers: 51.000 Scheidsrechter: Tommy Thompson (ENG) |
| 27 februari Vriendschappelijk № 149 «onderlinge duels» 14:30 uur (UTC+0:20) | Kick Smit 41', 53', 65', 74' Frank Wels 59' Leen Vente 79' Henk van Spaandonck 83' |       | 55' Raymond Braine 68' Bernard Voorhoof | De Kuip, Rotterdam Toeschouwers: 51.000 Scheidsrechter: Tommy Thompson (ENG) |

|                                                                         |                        |       |                         |                                                                                  |
| 3 april WK 1938 kwalificatie № 150 «onderlinge duels» 15:00 uur (UTC+1) | België                 | 1 – 1 | Nederland               | Bosuilstadion, Antwerpen Toeschouwers: 47.660 Scheidsrechter: Jimmy Jewell (ENG) |
| 3 april WK 1938 kwalificatie № 150 «onderlinge duels» 15:00 uur (UTC+1) | Hendrik Isemborghs 65' |       | 37' Henk van Spaandonck | Bosuilstadion, Antwerpen Toeschouwers: 47.660 Scheidsrechter: Jimmy Jewell (ENG) |

|                                                                        |                |       |                                                  |                                                                                        |
| 21 mei Vriendschappelijk № 151 «onderlinge duels» 18:00 uur (UTC+1:20) | Nederland      | 1 – 3 | Schotland                                        | Olympisch Stadion, Amsterdam Toeschouwers: 50.000 Scheidsrechter: Charlie Argent (ENG) |
| 21 mei Vriendschappelijk № 151 «onderlinge duels» 18:00 uur (UTC+1:20) | Leen Vente 86' |       | 52' Andy Black 57' Frank Murphy 69' Tommy Walker | Olympisch Stadion, Amsterdam Toeschouwers: 50.000 Scheidsrechter: Charlie Argent (ENG) |

| Wereldkampioenschap voetbal 1938 |
| -------------------------------- |

|                                                                        |                                      |              |           |                                                                                     |
| 5 juni WK 1938 Eerste ronde № 152 «onderlinge duels» 17:00 uur (UTC+1) | Tsjecho-Slowakije                    | 3 – 0 (n.v.) | Nederland | Stade municipal, Le Havre Toeschouwers: 10.550 Scheidsrechter: Lucien Leclerq (FRA) |
| 5 juni WK 1938 Eerste ronde № 152 «onderlinge duels» 17:00 uur (UTC+1) | Košťálek 93' Nejedlý 111' Zeman 118' |              |           | Stade municipal, Le Havre Toeschouwers: 10.550 Scheidsrechter: Lucien Leclerq (FRA) |

|  |  |  |  |  |  |  |  |  |

|                                                                         |                                           |       |                                           |                                                                                              |
| 23 oktober Vriendschappelijk № 153 «onderlinge duels» 13:30 uur (UTC+1) | Denemarken                                | 2 – 2 | Nederland                                 | Københavns Idrætspark, Denemarken Toeschouwers: 21.000 Scheidsrechter: Thorleif Nordbø (NOR) |
| 23 oktober Vriendschappelijk № 153 «onderlinge duels» 13:30 uur (UTC+1) | Kaj Uldaler 12' Reinholdt Christensen 83' |       | 4' Gerard van Leur 20' Frens van der Veen | Københavns Idrætspark, Denemarken Toeschouwers: 21.000 Scheidsrechter: Thorleif Nordbø (NOR) |

### 1939
|                                                                             |                                          |       |                                        |                                                                                   |
| 26 februari Vriendschappelijk № 154 «onderlinge duels» 14:30 uur (UTC+0:20) | Nederland                                | 3 – 2 | Hongarije                              | Stadion de Kuip, Rotterdam Toeschouwers: 26.000 Scheidsrechter: Laurie Dale (ENG) |
| 26 februari Vriendschappelijk № 154 «onderlinge duels» 14:30 uur (UTC+0:20) | Leen Vente 38', 46' Bertus de Harder 80' |       | 6' Gyula Zsengellér 78' László Gyetvai | Stadion de Kuip, Rotterdam Toeschouwers: 26.000 Scheidsrechter: Laurie Dale (ENG) |

|                                                                     |                                                             |       |                                                   |                                                                                       |
| 19 maart Vriendschappelijk № 155 «onderlinge duels» 15:00 uur (UTC) | België                                                      | 5 – 4 | Nederland                                         | Bosuilstadion, Antwerpen Toeschouwers: 45.781 Scheidsrechter: Charles Delasalle (FRA) |
| 19 maart Vriendschappelijk № 155 «onderlinge duels» 15:00 uur (UTC) | Jean Capelle 9', 39', 79' Jan Fievez 33' Raymond Braine 72' |       | 26', 76' Leen Vente 43' Kick Smit 67' Guus Dräger | Bosuilstadion, Antwerpen Toeschouwers: 45.781 Scheidsrechter: Charles Delasalle (FRA) |

|                                                                          |                                    |       |                                     |                                                                                        |
| 23 april Vriendschappelijk № 156 «onderlinge duels» 14:30 uur (UTC+0:20) | Nederland                          | 3 – 2 | België                              | Olympisch Stadion, Amsterdam Toeschouwers: 53.000 Scheidsrechter: Tommy Thompson (ENG) |
| 23 april Vriendschappelijk № 156 «onderlinge duels» 14:30 uur (UTC+0:20) | Guus Dräger 5' Leen Vente 50', 71' |       | 3' Raymond Braine 70' Fernand Buyle | Olympisch Stadion, Amsterdam Toeschouwers: 53.000 Scheidsrechter: Tommy Thompson (ENG) |

|                                                                    |                      |       |               |                                                                       |
| 7 mei Vriendschappelijk № 157 «onderlinge duels» 15:00 uur (UTC+1) | Zwitserland          | 2 – 1 | Nederland     | Wankdorf, Bern Toeschouwers: 19.000 Scheidsrechter: Louis Baert (BEL) |
| 7 mei Vriendschappelijk № 157 «onderlinge duels» 15:00 uur (UTC+1) | Lauro Amadò 28', 84' |       | 17' Kick Smit | Wankdorf, Bern Toeschouwers: 19.000 Scheidsrechter: Louis Baert (BEL) |

## Samenvatting
| 1930 - 1939       | 1930 - 1939                          | 1930 - 1939                          | 1930 - 1939                          | 1930 - 1939                          | 1930 - 1939                          | 1930 - 1939                          | 1930 - 1939                          |                   | 1905 - 1939     | 1905 - 1939 | 1905 - 1939 | 1905 - 1939 | 1905 - 1939 | 1905 - 1939 | 1905 - 1939 | 1905 - 1939 |
| Competitie        | Totaal gespeeld                      | Winst                                | Gelijk                               | Verlies                              | Doelpunten                           | Doelpunten                           | Doelpunten                           | Competitie        | Totaal gespeeld | Winst       | Gelijk      | Verlies     | Doelpunten  | Doelpunten  | Doelpunten  |             |
| Competitie        | Totaal gespeeld                      | Winst                                | Gelijk                               | Verlies                              | Voor                                 | Tegen                                | Saldo                                | Competitie        | Totaal gespeeld | Winst       | Gelijk      | Verlies     | Voor        | Tegen       | Saldo       |             |
| ----------------- | ------------------------------------ | ------------------------------------ | ------------------------------------ | ------------------------------------ | ------------------------------------ | ------------------------------------ | ------------------------------------ | ----------------- | --------------- | ----------- | ----------- | ----------- | ----------- | ----------- | ----------- | ----------- |
| WK Eindronde      | 2                                    | 0                                    | 0                                    | 2                                    | 2                                    | 6                                    | -4                                   | WK Eindronde      | 2               | 0           | 0           | 2           | 2           | 6           | -4          |             |
| WK Kwalificatie   | 4                                    | 3                                    | 1                                    | 0                                    | 14                                   | 5                                    | +9                                   | WK Kwalificatie   | 4               | 3           | 1           | 0           | 14          | 5           | +9          |             |
| Olympische Spelen | Geen deelnames aan Olympische Spelen | Geen deelnames aan Olympische Spelen | Geen deelnames aan Olympische Spelen | Geen deelnames aan Olympische Spelen | Geen deelnames aan Olympische Spelen | Geen deelnames aan Olympische Spelen | Geen deelnames aan Olympische Spelen | Olympische Spelen | 18              | 9           | 2           | 7           | 44          | 34          | +10         |             |
| Vriendschappelijk | 45                                   | 20                                   | 7                                    | 18                                   | 115                                  | 96                                   | +19                                  | Vriendschappelijk | 133             | 58          | 26          | 49          | 360         | 314         | +46         |             |
| Totaal            | 51                                   | 23                                   | 8                                    | 20                                   | 131                                  | 107                                  | +24                                  | Totaal            | 157             | 70          | 29          | 58          | 420         | 359         | +61         |             |

KNVB ·
A-internationals ·
Bondscoaches (m) ·
Topscorers ·
Nederlands vrouwenelftal ·
Bondscoaches (v) ·
Nederland B ·
Olympisch elftal ·
Jong Oranje ·
Nederland –20 ·
Nederland –19 ·
Nederland –18 ·
Nederland –17 ·
Nederland –16 ·
Nederland –15 ·
Nederlands amateurelftal ·
Nederlands zaterdagelftal ·
Jong OranjeLeeuwinnen ·
Vrouwen –20 ·
Vrouwen –19 ·
Vrouwen –18 ·
Vrouwen –17 ·
Vrouwen –16 ·
Vrouwen –15 ·
Militair mannenelftal ·
Militair vrouwenelftal ·
Strandteam ·
Vrouwen Strandteam ·
Futsalteam ·
Vrouwen Futsalteam

EK-wedstrijden ·
WK-wedstrijden ·
Resultaten kwalificaties en eindronden ·
Nederland B-wedstrijden ·
Officieuze wedstrijden ·
EK-wedstrijden vrouwen ·
WK-wedstrijden vrouwen ·
Resultaten vrouwen kwalificaties en eindronden
1905 – 1919 ·
1920 – 1929 ·
1930 – 1939 ·
1940 – 1949 ·
1950 – 1959 ·
1960 – 1969 ·
1970 – 1979 ·
1980 – 1989 ·
1990 – 1999 ·
2000 – 2009 ·
2010 – 2019 ·
2020 – 2029
2015 ·
2016 ·
2017 ·
2018 ·
2019 ·
2020 ·
2021 · 
2022
EK's: 1976 · 
1980 · 
1988 · 
1992 · 
1996 · 
2000 · 
2004 · 
2008 · 
2012 · 
2020 · 
2024
WK's: 1934 · 
1938 · 
1974 · 
1978 · 
1990 · 
1994 · 
1998 · 
2006 · 
2010 · 
2014 · 
2022
OS: 1908 ·
1912 ·
1920 ·
1924 ·
1928 ·
1948 ·
1952 ·
2008
Albanië ·
Andorra ·
Argentinië ·
Armenië ·
Australië ·
België ·
Bosnië en Herzegovina ·
Brazilië ·
Bulgarije ·
Canada ·
Chili ·
China ·
Colombia ·
Costa Rica ·
Curaçao ·
Cyprus ·
DDR ·
Denemarken ·
Duitsland ·
Ecuador ·
Egypte ·
Engeland ·
Estland ·
Faeröer ·
Finland ·
Frankrijk ·
GOS · 
Georgië ·
Ghana ·
Gibraltar ·
Griekenland ·
Hongarije ·
Ierland ·
IJsland ·
Indonesië ·
Iran ·
Israël ·
Italië ·
Ivoorkust ·
Japan ·
Joegoslavië ·
Kameroen ·
Kazachstan ·
Kroatië ·
Letland ·
Liechtenstein ·
Luxemburg ·
Malta ·
Marokko ·
Mexico ·
Moldavië ·
Montenegro ·
Nederlandse Antillen ·
Nigeria ·
Noord-Ierland ·
Noord-Macedonië ·
Noorwegen ·
Oekraïne ·
Oostenrijk ·
Paraguay ·
Peru ·
Polen ·
Portugal ·
Qatar ·
Roemenië ·
Rusland ·
Saarland ·
San Marino ·
Saoedi-Arabië ·
Schotland ·
Senegal ·
Servië en Montenegro ·
Slovenië ·
Slowakije ·
Sovjet-Unie ·
Spanje ·
Suriname ·
Thailand ·
Tsjechië ·
Tsjecho-Slowakije ·
Tunesië ·
Turkije ·
Uruguay ·
Verenigd Koninkrijk ·
Verenigde Staten ·
Wales ·
Wit-Rusland ·
Zuid-Afrika ·
Zuid-Korea ·
Zweden ·
Zwitserland
Argentinië (1978) ·
Argentinië (2006) ·
Argentinië (2014) ·
Argentinië (2022) ·
Australië (2014) ·
Brazilië (2014) ·
Chili (2014) · 
Costa Rica (2014) ·
Denemarken (2010) ·
Denemarken (2012) ·
Duitsland (2012) · 
Ecuador (2022) · 
Frankrijk (2008) ·
Italië (2008) ·
Ivoorkust (2006) ·
Japan (2010) ·
Kameroen (2010) ·
Mexico (2014) · 
Noord-Macedonië (2021) · 
Oekraïne (2021) · 
Oostenrijk (2021) · 
Portugal (2006) ·
Portugal (2012) ·
Portugal (2019) ·
Qatar (2022) ·
Roemenië (2008) ·
Rusland (2008) ·
San Marino (2011) ·
Senegal (2022) ·
Servië en Montenegro (2006) ·
Sovjet-Unie (1988) ·
Spanje (2010) ·
Spanje (2014) ·
Tsjechië (2021) · 
Uruguay (2010) ·
Verenigde Staten (2022) · 
West-Duitsland (1974)
België · Bulgarije · Denemarken · Duitsland · Engeland · Estland · Finland · Frankrijk · Griekenland · Hongarije · Ierland · Israël · Italië · Joegoslavië · Letland · Litouwen · Luxemburg · Nederland · Noord-Ierland · Noorwegen · Oostenrijk · Polen · Portugal · Roemenië · Schotland · Spanje · Tsjecho-Slowakije · Turkije · Wales · Zweden · Zwitserland